# 1790–91-es országgyűlés

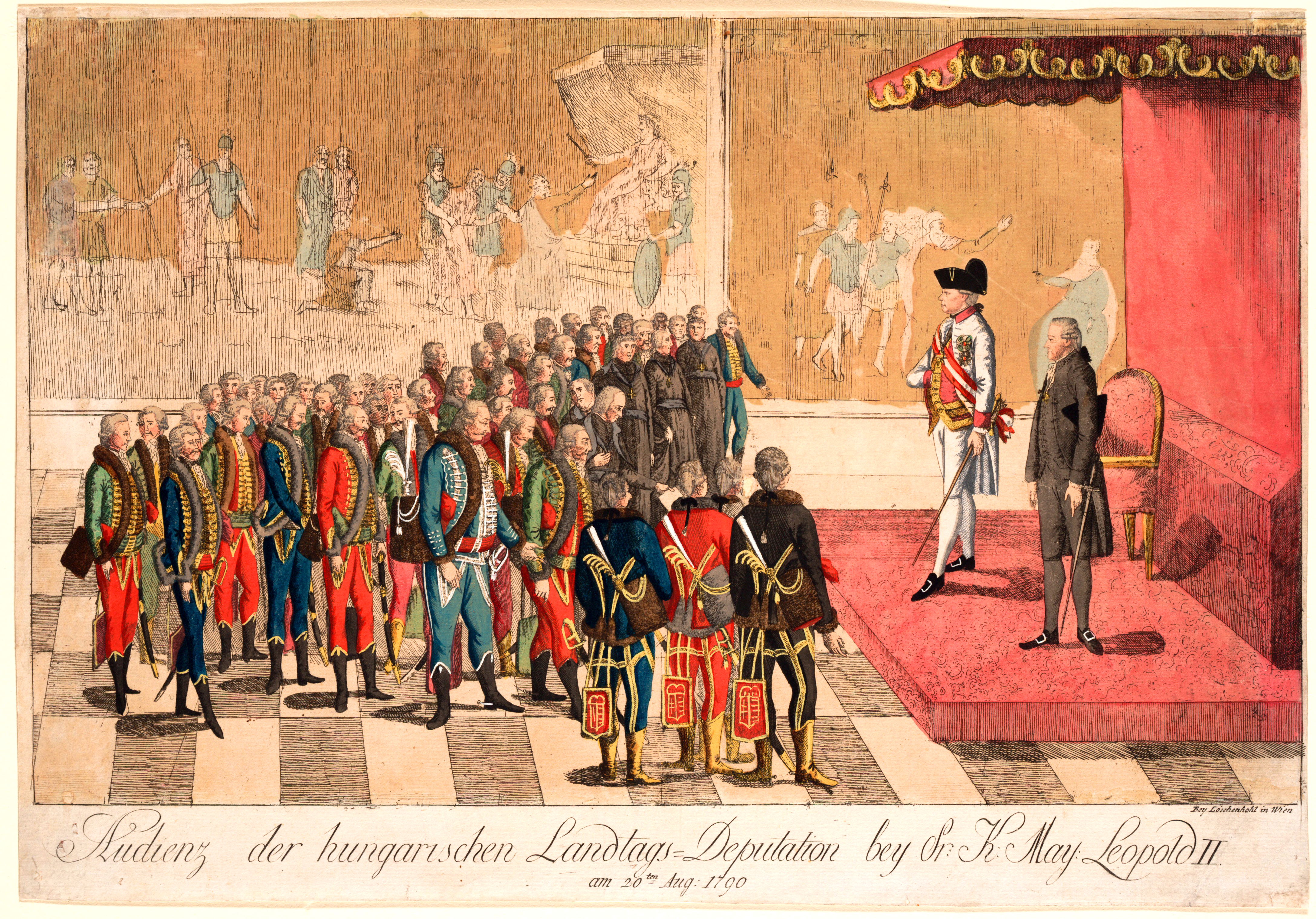
II. Lipót magyar küldöttséget fogad, 1790. augusztus 20.

Az 1790–91-es országgyűlés negyed évszázados szünet után összehívott magyar országgyűlés volt, amely felélesztette a rendek és az uralkodó együttműködését. 1790. június 6-ára hívták össze, június 10. és 1791. március 13. között ülésezett, először Budán, majd Pozsonyban.

## Az országgyűlés döntései
Az országgyűlésen a megyei követek óriási többsége ócsai Balogh Péter programját támogatta. A keleti országrész küldöttei radikálisabbak, a dunántúliak mérsékeltebbek voltak. A főpapság köré csoportosuló „papi párt” inkább felekezeti, egyházi szempontok miatt különült el.
Hozzájuk csatlakozott a főurak jelentős része. Zichy Károly országbíró és Ürményi József személynök az uralkodó és a rendek között kívánt közvetíteni.
Számottevő udvari párt az országgyűlésen nem volt.
Az alsótáblai követek – a labdaházi eskü mintájára – Abaffy Ferenc javaslatára június 18-án megfogadták, hogy nem távoznak egy új alkotmány megszületéséig. Ugyanakkor a francia példával ellentétben arról is határoztak, hogy a nem nemesek ismét nem viselhetnek közhivatalt.
Az országgyűlés elismerte II. Lipótot magyar királynak, nádort választott Sándor Lipót személyében, és visszaállította a II. József előtti államigazgatást. Visszaállították az úriszéket, de az úrbérrendezést nem adták fel, további rendelkezésig Mária Terézia úrbéri rendeletét emelték törvényerőre. A protestáns és görögkeleti egyházak szabad működését törvénybe iktatták, bár a katolikus egyház továbbra is államegyház maradt. A X. törvénycikk kimondta, hogy Magyarország független országként kormányozandó, és csupán a közös uralkodó köti össze a többi Habsburg tartománnyal.
A nemesség felismerte, hogy a felvilágosodást és a modernizációt nem lehet elkerülni, és vagy maga kezdeményezi az állam átalakítását, vagy az uralkodó kényszeríti azt rájuk. Ezért döntöttek kilenc bizottság kiküldéséről is, amelyek az ország úrbéri, adózási, közgazdasági, közjogi, vallási, művelődési viszonyait, az igazságszolgáltatást és a honvédelem helyzetét vizsgálták, és javaslatokat tettek ezek reformjára.

## Viták II. Lipót hitleveléről
A Habsburg királyok magyarországi uralkodásának örökössé válása után, I. József megkoronázásától kezdve, trónra lépéskor hitlevelet (diploma inaugurale) bocsátottak ki, amelyben rögzítették uralkodásuk jogi kereteit. I. József, majd utódja, III. Károly hitlevele szolgált mintául a 18. századi királyoknak, amit a rendek folyamatosan sérelmeztek, azonban megváltoztatni nem tudtak. A hitlevelek ugyanis kimondták az Aranybulla ellenállási záradékának érvénytelenségét, valamint a király jogát, hogy saját, a renditől eltérő értelmezése szerint tartsa meg az ország törvényeit és szokásait (revíziós klauzula).
Miután II. József nem koronáztatta meg magát, hitlevelet sem adott ki. A rendek értelmezése szerint ezzel a Habsburgok örökösödési vonala megszakadt, és II. Lipótnak új feltételeket kívántak szabni az örökösödéshez. 1790-ben az országgyűlés kerületi üléseinek munkája alapján elkészült eredeti, radikális tervezet független magyar államot hozott volna létre nemesi vezetéssel. Az első benyújtott javaslat ennek legradikálisabb elemeit (például az adómegtagadás jogát) már mellőzte, a végleges tárgyalásokra szeptemberben pedig egy még szelídebb, bár még mindig erősen ellenzéki hangvételű, 25 pontos diplomatervezettel érkeztek a magyar követek. A kancellária támogatta a tervezetet, Lipót azonban a régi hitlevélhez ragaszkodott, örökös jussára hivatkozva. A rendeknek azt ajánlotta fel, hogy a jogos sérelmeket törvényben rendezi. Zichy Károly országbírónak és Ürményi József személynöknek sikerült elérnie Lipótnál, hogy ígéretet tett a régi törvényeknek megfelelő követelések megerősítésére törvénycikk formájában.
II. Lipót hitlevelébe végül csak az 1741. évi 8. törvénycikket sikerült beemelni, aminek értelmében a sarkalatos nemesi jogokra nem vonatkozik a revíziós klauzula.

## Rendszeres bizottsági munkálatok
Az országgyűlést követően – az 1715-ös és az 1825-27-es országgyűléshez hasonlóan – a közélet fontos területeit vizsgáló bizottságok kezdték meg működésüket. Ezekben a bizottságokban a megyék, városok és testületek képviselői mellett szakértők és magánszemélyek is kifejthették véleményüket. A nemesi és polgári reformerek nagy reményeket fűztek a bizottságokhoz, azonban csalatkozniuk kellett, előremutató indítványokat csak azokon a területeken fogalmaztak meg, amelyek nem érintették a rendi kiváltságokat. A kereskedelmi bizottság például az ország helyzetét fölmérve a kereskedelem és az ipar fejlesztésének lehetséges irányaira tett javaslatot, ugyanakkor Széchényi Ferenc csalódottságában otthagyta az úrbéri bizottságot.
Bár a bizottságok javaslatai eredeti formájukban sohasem kerültek a parlament elé, munkájukkal előkészítették a terepet a Reformkor társadalmi-politikai fordulatához. Az 1825–27-es pozsonyi országgyűlésen például a reformok előkészítéséhez ezekből a javaslatokból akartak kiindulni.

## Lásd még
- Magyarországi rendi országgyűlések listája
- 1764–65-ös pozsonyi országgyűlés